# سوتيو دي لا أدرادا
بلدية سوتيو دي لا أدرادا (بالإسبانية: Sotillo de la Adrada) هي بلدية تقع في مقاطعة آبلة التابعة لمنطقة قشتالة وليون وسط إسبانيا.

## الديموغرافيا
بلغ عدد سكان بلدية سوتيو دي لا أدرادا 4.821 نسمة عام 2011 (وفقاً للمعهد الوطني للإحصاء الإسباني).
| 3.507 | 3.508 | 3.691 | 4.191 | 4.569 | 4.769 | 4.821 |